# En eftermiddag
En eftermiddag er en dansk kortfilm fra 2014, der er instrueret af Søren Green efter manuskript af ham selv og Tomas Lagermand Lundme.

## Handling
Mathias og Frederik er på vej hjem fra skole. De er gode venner, men for Mathias er der mere end venskab på spil. Han har besluttet, at det er dagen, hvor han fortæller Frederik, at han er forelsket i ham. Uanset hvad Frederiks reaktion vil være, er det et skridt, der vil påvirke deres forhold for altid. Er Mathias klar til at tage det første skridt?